# Technique de la perle
 (mars 2025).
La technique de la perle (pearl growing) est une métaphore du processus de croissance des perles qui est utilisée dans la littératie numérique. On utilise aussi parfois la métaphore de la « boule de neige » (snowballing), en faisant allusion au processus par lequel une petite boule de neige peut se transformer en une plus grosse en la roulant progressivement.
Dans ce contexte, cela fait référence au processus d'utilisation d'un petit élément d'information d'une source pertinente (comme un terme de sujet ou une citation) pour repérer plus de nouvelles informations. Cette stratégie de recherche est surtout employée au début d'un processus de recherche d'information.

## Perle par citation
La technique de la perle par citation consiste à utiliser une source pertinente, ou citation, pour trouver d'autres documents pertinents sur un sujet. Le chercheur dispose généralement d’une source correspondant à un sujet ou à un besoin d’information. À partir de la bibliographie et des références qui se trouvent dans cette source, le chercheur est en mesure de trouver d’autres documents pertinents antérieurs sur lesquels la source s'est appuyée. 
De la même manière, en utilisant un moteur de recherche avec le titre exact de la source (utilisé comme expression exacte, par exemple avec des guillemets carrés) ou bien en utilisant des graphes de citations où est indexée la source (par exemple : Web of Science, OpenAlex, etc.), il est possible de repérer des nouveaux documents qui citent cette source. 
La technique de la perle par citation est souvent utilisée par les bibliothécaires.

## Perle par sujet
La technique de la perle par sujet consiste à utiliser une base de données électroniques contenant des descripteurs de sujets ou de mots-clés. En cliquant sur un sujet, le chercheur peut trouver d'autres sujets et subdivisions connexes qui peuvent être utiles à sa recherche. Si la base de données utilise un thésaurus, il est aussi possible de repérer des descripteurs de sujets plus génériques ou plus spécifiques. 

## Perle par entités nommées
La technique de la perle par entités nommées consiste à repérer un ensemble d'auteurs, de chercheurs, d'institutions de recherche, de maisons d'édition, de revues, etc. et ensuite de chercher de nouvelles informations grâce à ces entités nommées. Cela peut être fait sous la forme de mots-clés dans des bases de données, ou bien en explorant les sites web de ces personnes ou institutions. 

## Perle par exploration
Les chercheurs utilisent la technique de la perle par exploration lorsqu'ils surfent sur Internet ou qu'ils consultent les rayons d'une bibliothèque. En effet, en se basant sur le principe selon lequel les sites Web liés les uns aux autres sont similaires, un chercheur peut se déplacer d'un site à l'autre et collecter progressivement des informations pertinentes.  
De la même manière, comme les documents sont souvent classés de manière thématique dans les bibliothèques, il est possible de repérer d'autres documents pertinents sur des étagères proches de l'emplacement d'une source pertinente. 

## Dans les revues de la littérature
Dans les revues de la littérature, comme les revues systématiques par exemple, la technique de la perle est utilisée pour garantir que toutes les études pertinentes sont incluses. Cette technique est généralement employée après la recherche par mots-clés car elle permet de conforter et de compléter l'ensemble des documents récoltés. 